# Mampi
Mirriam Mukape (sinh ngày 4 tháng 8 năm 1986), là một ca sĩ nhạc R & B người Zambia, người biểu diễn dưới nghệ danh Mampi. Âm nhạc của cô là kwaito và reggae lấy cảm hứng. :223

## Cuộc sống ban đầu
Mampi được sinh ra ở Lusaka vào ngày 4 tháng 8 năm 1986. Cô bắt đầu hát trong nhà thờ từ năm 6 tuổi. Cô tham dự trường Cơ bản Muyooma, High School Libala, và Trung tâm Huấn luyện Springfields ở Lusaka.  :223
Mampi mất mẹ vì căn bệnh ung thư năm 14 tuổi và vài năm sau đó ở tuổi 16, cha và anh trai cô bị sát hại trong hoàn cảnh mà nữ ca sĩ chưa bao giờ tiết lộ với công chúng.
Cuộc sống thay đổi mạnh mẽ đối với Mampi. Đôi khi cô thấy mình vô gia cư và không thể tiếp tục học hành. Cô trích dẫn lời cầu nguyện và được chị gái của một người bạn chăm sóc như những gì giúp cô vượt qua thời gian khó khăn trong cuộc đời.

## Âm nhạc và sự nghiệp

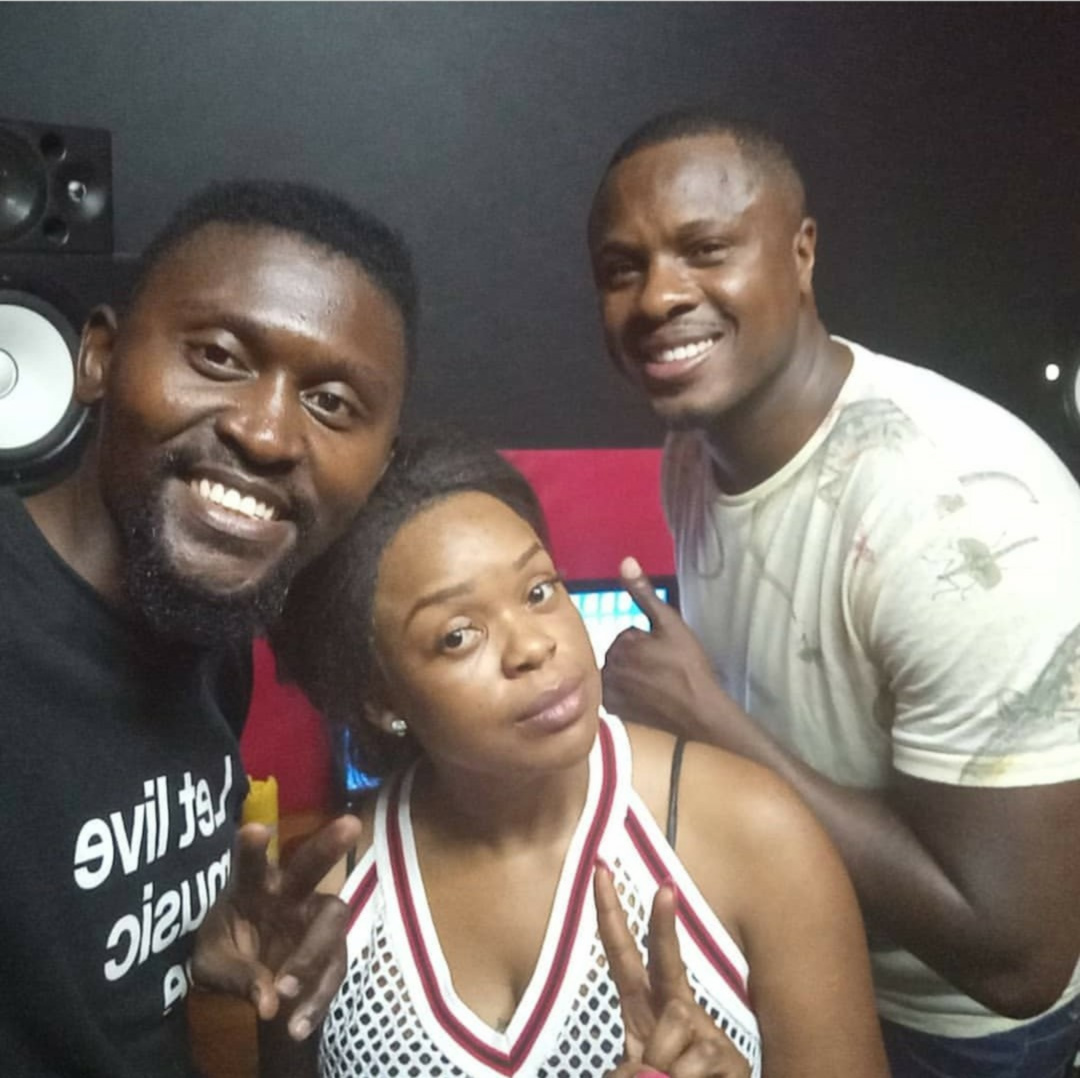
B'Flow, Mampi và KB Killa Beats năm 2018 tại K-Army Studios.

Đó là khoảng thời gian mất anh trai và cha cô, Mampi được một nhà sản xuất âm nhạc phát hiện và ký hợp đồng thu âm vào năm 2003. Cô đã phát hành album đầu tiên Maloza vào năm 2005. Nó bao gồm bài hát "Sunshya", được cô biểu diễn lần đầu tiên trên Truyền hình Zambia. Album thứ hai của cô, Chimo ni chimo, được phát hành vào năm 2007. Cô đã biểu diễn ở Namibia lần đầu tiên vào năm 2012, tại Windhoek.
Năm 2012, cô phát hành một album khác Ngôi sao tự nhiên.
Vào năm 2015, ca sĩ người Bồ Đào Nha, Luyanna, đã phát hành một phiên bản hit của Walampow Walilowelela. Ca khúc vẫn có Mampi hát một số dòng trong Bemba và Nyanja trong khi Luyanna hát những dòng khác bằng tiếng Bồ Đào Nha.
Ca khúc đi kèm với một video được lấy cảm hứng rất nhiều từ văn hóa châu Phi. Mặc dù cô ấy không xuất hiện trong video với Luyanna, cả hai đã xuất hiện trong một video âm nhạc của phiên bản mới của một ca khúc được phát hành trước đó, Why của Mampi.
Vào tháng 12 năm 2017 Mampi đã phát hành đĩa đơn "Nyula Yako" từ một album sắp phát hành sẽ được phát hành vào năm 2018 cùng tên. Bài hát lấy cảm hứng từ vũ trường được kèm theo một video âm nhạc.
Trong cùng tháng đó, Mampi đã tham gia một dàn sao gồm các nhạc sĩ châu Phi bao gồm DJ Black Coffee giành giải thưởng Nam Phi để kết thúc một năm tại lễ hội Vic Falls Carnival 

## Big Brother Africa
Mampi là một thí sinh trong mùa thứ 7 của Big Brother Africa 7 với tư cách là một trong những người bạn nổi tiếng trong mùa thứ bảy của loạt phim truyền hình thực tế cạnh tranh Big Brother Africa StarGame. Mampi bị đuổi khỏi Big Brother Africa vào ngày 27 tháng 5 năm 2012; cô ấy đã ở trong nhà 21 ngày. 